# Les Noës-près-Troyes
Les Noës-près-Troyes sont une commune française, située dans le département de l'Aube en région Grand Est. Commune de l'unité urbaine de Troyes, elle appartient depuis le 1er janvier 2017 à Troyes Champagne Métropole, communauté de 81 communes.
Les habitants de la commune (noyats et noyates) prononcent Les [nɔ] et non pas Les [nɔɛ] comme l'orthographe pourrait le laisser penser.

## Géographie

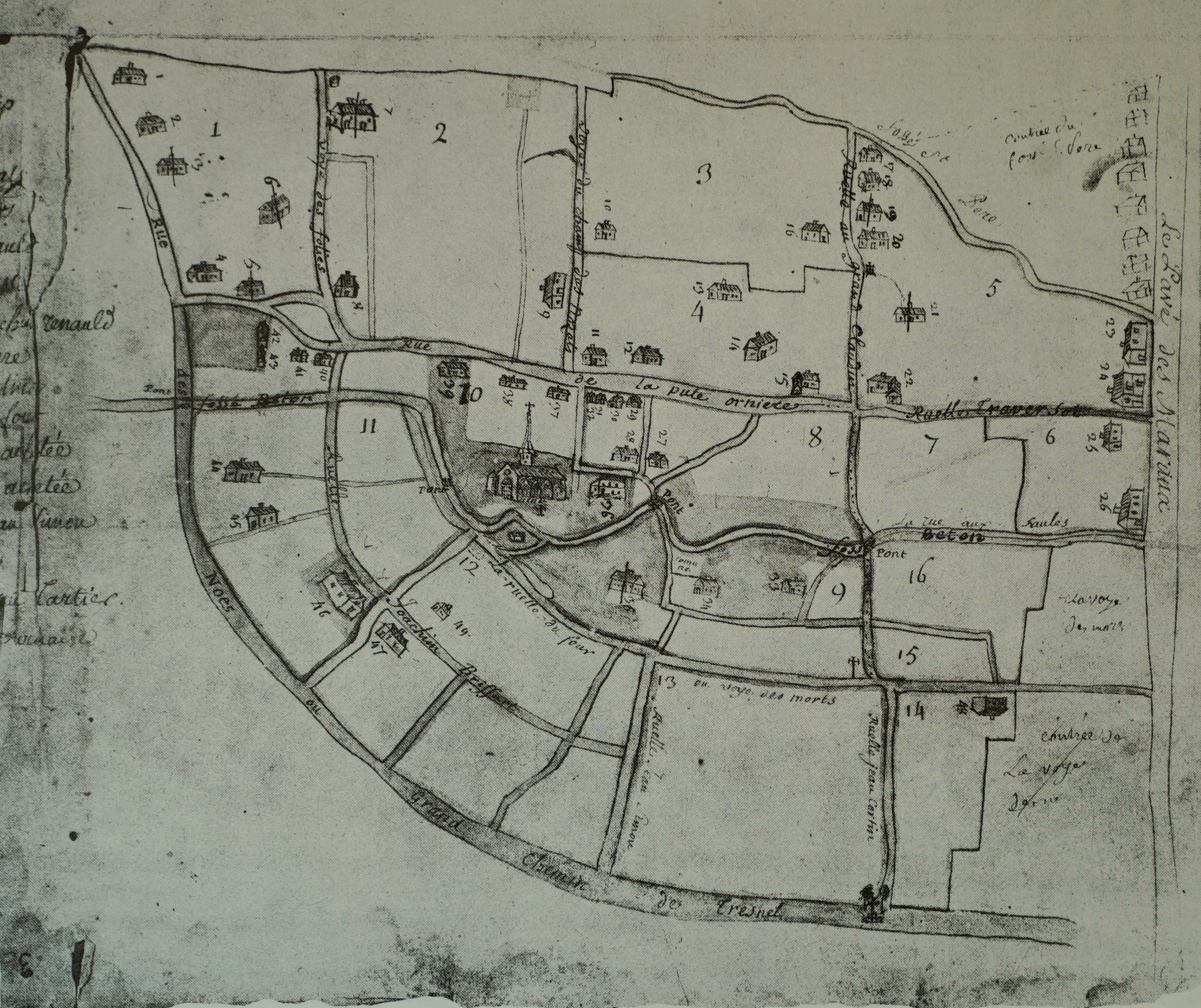
Le village en 1760.

|               | La Chapelle-Saint-Luc |        |
|               | Noës-près-Troyes      | Troyes |
| Sainte-Savine |                       |        |

### Topographie
Le décret du 4 février 1919 autorise l'ajout de Près-Troyes à l'ancien nom Les Noës.
Au cadastre de 1824 se trouvaient Bonneuil, Chandey, le Clos-aux-Raudins, la Croix-aux-Filles, les Folies, Les Marots, le Mont-Saint-Lou, le ru Saint-Père, Villedieu.

### Hydrographie
La commune est dans la région hydrographique « la Seine de sa source au confluent de l'Oise (exclu) » au sein du bassin Seine-Normandie. Elle n'est drainée par aucun cours d'eau,.

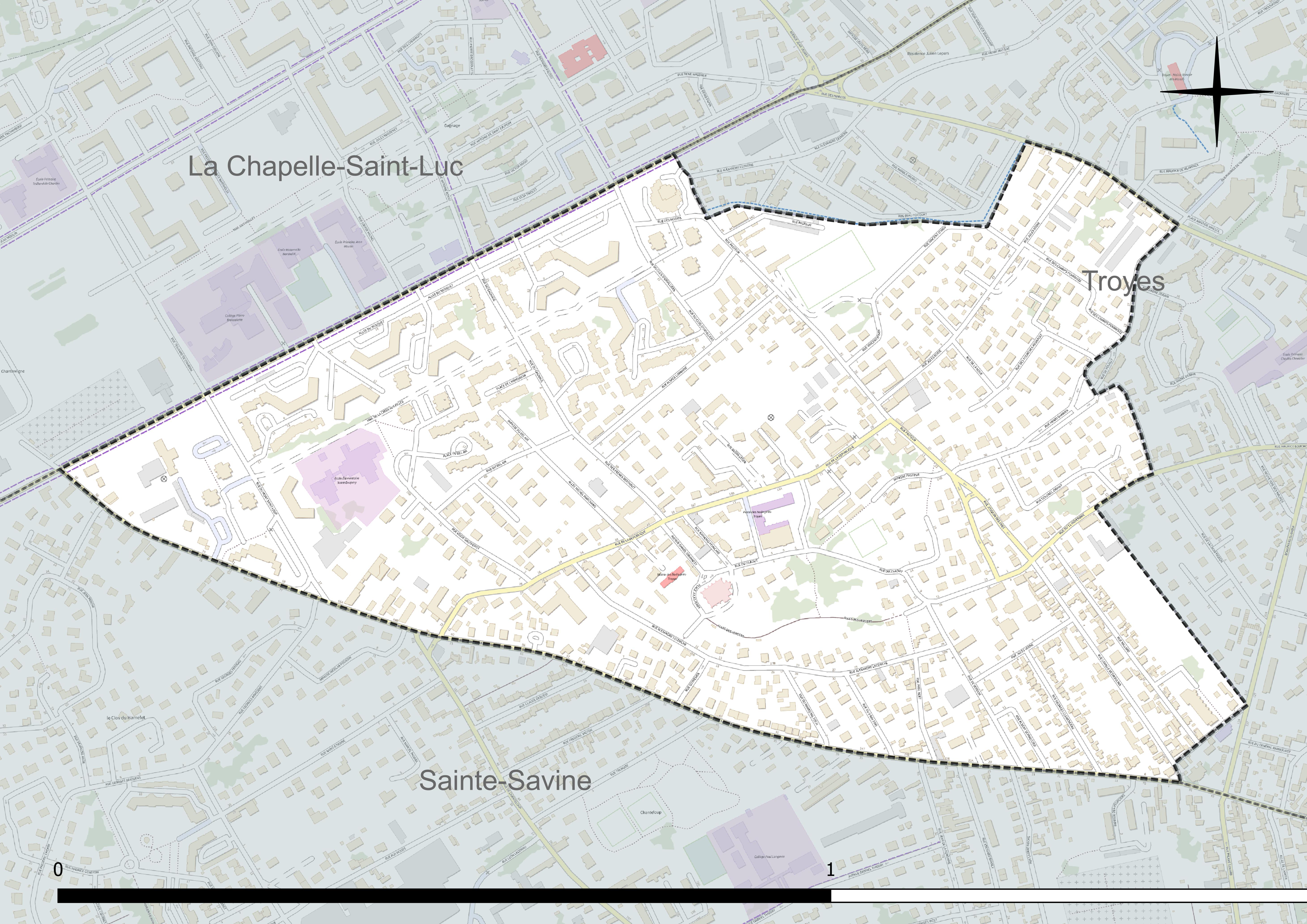
Réseau hydrographique des Noës-près-Troyes.

### Climat
Pour des articles plus généraux, voir Climat du Grand Est et Climat de l'Aube.
En 2010, le climat de la commune est de type climat océanique dégradé des plaines du Centre et du Nord, selon une étude du Centre national de la recherche scientifique s'appuyant sur une série de données couvrant la période 1971-2000. En 2020, Météo-France publie une typologie des climats de la France métropolitaine dans laquelle la commune est exposée à un climat océanique altéré et est dans une zone de transition entre les régions climatiques « Nord-est du bassin Parisien » et « Lorraine, plateau de Langres, Morvan ».
Pour la période 1971-2000, la température annuelle moyenne est de 10,6 °C, avec une amplitude thermique annuelle de 15,7 °C. Le cumul annuel moyen de précipitations est de 690 mm, avec 11,7 jours de précipitations en janvier et 7,9 jours en juillet. Pour la période 1991-2020, la température moyenne annuelle observée sur la station météorologique de Météo-France la plus proche, « Troyes-Barberey », sur la commune de Barberey-Saint-Sulpice à 4 km à vol d'oiseau, est de 11,3 °C et le cumul annuel moyen de précipitations est de 644,6 mm. 
La température maximale relevée sur cette station est de 41,8 °C, atteinte le 25 juillet 2019 ; la température minimale est de −23 °C, atteinte le 17 janvier 1985,,.
| Mois                                  | jan.           | fév.             | mars           | avril         | mai           | juin           | jui.           | août          | sep.          | oct.            | nov.             | déc.           | année     |
| ------------------------------------- | -------------- | ---------------- | -------------- | ------------- | ------------- | -------------- | -------------- | ------------- | ------------- | --------------- | ---------------- | -------------- | --------- |
| Température minimale moyenne (°C)     | 0,5            | 0,3              | 2,2            | 4,2           | 8,1           | 11,3           | 13,4           | 13,2          | 9,8           | 7,2             | 3,5              | 1,3            | 6,3       |
| Température moyenne (°C)              | 3,6            | 4,3              | 7,4            | 10,2          | 14            | 17,4           | 19,8           | 19,6          | 15,7          | 11,9            | 7,1              | 4,3            | 11,3      |
| Température maximale moyenne (°C)     | 6,8            | 8,2              | 12,5           | 16,2          | 19,9          | 23,5           | 26,2           | 26            | 21,6          | 16,6            | 10,6             | 7,4            | 16,3      |
| Record de froid (°C) date du record   | −23 17.01.1985 | −17,6 25.02.1986 | −15,4 01.03.05 | −6,2 09.04.03 | −2 01.05.1984 | 0,4 05.06.1991 | 3,1 04.07.1984 | 3 31.08.1986  | −0,4 29.09.02 | −7 31.10.1985   | −11,1 24.11.1998 | −18 31.12.1985 | −23 1985  |
| Record de chaleur (°C) date du record | 16,2 30.01.02  | 22,1 27.02.19    | 26,1 31.03.21  | 29,2 19.04.18 | 33,3 28.05.17 | 38,4 18.06.22  | 41,8 25.07.19  | 40,6 12.08.03 | 35 14.09.20   | 30,3 01.10.1985 | 23 02.11.20      | 19 03.12.1985  | 41,8 2019 |
| Ensoleillement (h)                    | 631            | 904              | 1 483          | 190           | 2 164         | 2 308          | 2 422          | 232           | 1 857         | 1 254           | 698              | 574            | 18 514    |
| Précipitations (mm)                   | 48,2           | 44,2             | 45,9           | 48,3          | 64,9          | 52,4           | 56,4           | 53,9          | 52,4          | 63,8            | 55,3             | 58,9           | 644,6     |

| Diagramme climatique                                  |            |             |             |             |              |              |            |             |             |             |            |
| J                                                     | F          | M           | A           | M           | J            | J            | A          | S           | O           | N           | D          |
| 6,80,548,2                                            | 8,20,344,2 | 12,52,245,9 | 16,24,248,3 | 19,98,164,9 | 23,511,352,4 | 26,213,456,4 | 2613,253,9 | 21,69,852,4 | 16,67,263,8 | 10,63,555,3 | 7,41,358,9 |
| Moyennes : • Temp. maxi et mini °C • Précipitation mm |            |             |             |             |              |              |            |             |             |             |            |

Les paramètres climatiques de la commune ont été estimés pour le milieu du siècle (2041-2070) selon différents scénarios d'émission de gaz à effet de serre à partir des nouvelles projections climatiques de référence DRIAS-2020. Ils sont consultables sur un site dédié publié par Météo-France en novembre 2022.

## Urbanisme

### Typologie
Au 1er janvier 2024, Les Noës-près-Troyes sont catégorisés grand centre urbain, selon la nouvelle grille communale de densité à 7 niveaux définie par l'Insee en 2022.
Elle appartient à l'unité urbaine de Troyes, une agglomération intra-départementale dont elle est une commune de la banlieue,. Par ailleurs la commune fait partie de l'aire d'attraction de Troyes, dont elle est une commune du pôle principal,. Cette aire, qui regroupe 209 communes, est catégorisée dans les aires de 200 000 à moins de 700 000 habitants,.

### Occupation des sols
L'occupation des sols de la commune, telle qu'elle ressort de la base de données européenne d’occupation biophysique des sols Corine Land Cover (CLC), est marquée par l'importance des territoires artificialisés (100 % en 2018), une proportion identique à celle de 1990 (100 %). La répartition détaillée en 2018 est la suivante : 
zones urbanisées (100 %). L'évolution de l’occupation des sols de la commune et de ses infrastructures peut être observée sur les différentes représentations cartographiques du territoire : la carte de Cassini (XVIIIe siècle), la carte d'état-major (1820-1866) et les cartes ou photos aériennes de l'IGN pour la période actuelle (1950 à aujourd'hui).

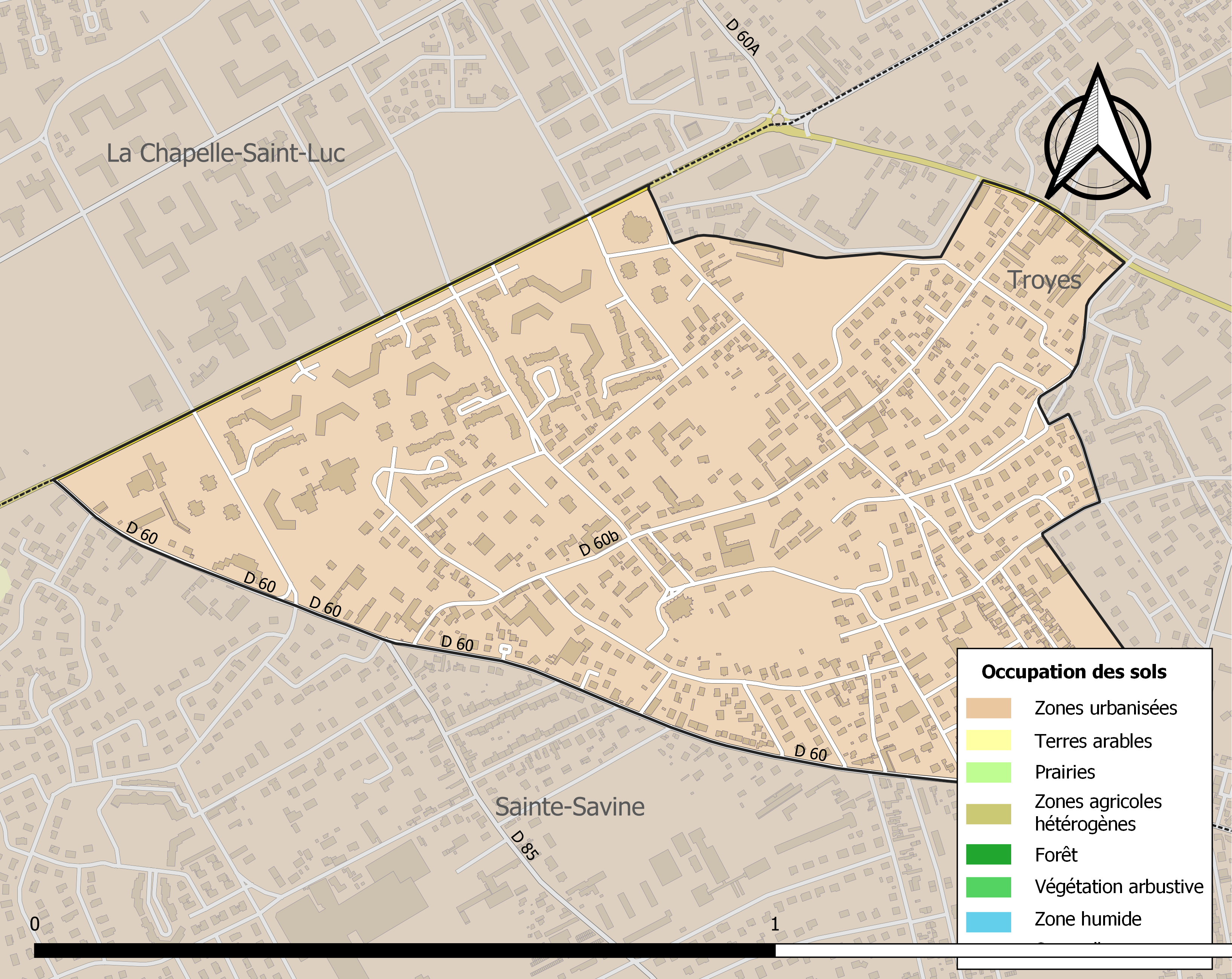
Carte des infrastructures et de l'occupation des sols de la commune en 2018 (CLC).

## Histoire
En 1162, Henri le Libéral, comte de Troyes donnait une terre à l'abbaye de Saint-Lou qui fut confirmé par Alexandre III en 1164.
En 1175, Anne Musnier, native de la commune aurait sauvé le comte Henri Ier de Troyes d'un attentat. Celui-ci lui accorde alors des privilèges qui restent indéterminés. Cette donation fit naître de nombreuses légendes.
En 1789, le village dépendait de l'intendance de la généralité de Châlons-sur-Marne, de l'élection et du bailliage de Troyes, il était le siège d'une mairie royale.

### mairie royale
Attestée depuis l' Extraict et Estat sommaire du bailliage de Troyes de 1553 elle comprenait Boulages, Breban, la Charme, Chevillèle, Chicherey, la Cöte-l'évêque, Courcelles, Echenilly, la Grange-au-Rez, le Hamlet-les-Noes, l'Epine, Linçon, Macey, les marots, le Mesnil-Vallon, Montgueux, Pouilly, la Rivière-de-Corps, Saint-Germain, Sainte-Savine, Villebarot (en partie) et Villeloup.

## Politique et administration

### Liste des maires
| Période                                  | Période  | Identité                                        | Étiquette   | Qualité |
| ---------------------------------------- | -------- | ----------------------------------------------- | ----------- | ------- |
| 1953                                     | 1981     | Pierre Rat                                      |             |         |
| 1981                                     | 2001     | Roger Dujeancourt                               | UDF-Radical |         |
| 2001                                     | 2024     | Jean-Pierre Abel Réélu pour le mandat 2020-2026 | DVD         |         |
| 2024                                     | En cours | Philippe Lemoine                                | SE          |         |
| Les données manquantes sont à compléter. |          |                                                 |             |         |

## Démographie

### Évolution démographique
L'évolution du nombre d'habitants est connue à travers les recensements de la population effectués dans la commune depuis 1793. Pour les communes de moins de 10 000 habitants, une enquête de recensement portant sur toute la population est réalisée tous les cinq ans, les populations de référence des années intermédiaires étant quant à elles estimées par interpolation ou extrapolation. Pour la commune, le premier recensement exhaustif entrant dans le cadre du nouveau dispositif a été réalisé en 2005.

En 2022, la commune comptait 3 260 habitants, en évolution de +0,09 % par rapport à 2016 (Aube : +0,7 %, France hors Mayotte : +2,11 %).
| 1793 | 1800 | 1806 | 1821 | 1831 | 1836 | 1841 | 1846 | 1851 |
| ---- | ---- | ---- | ---- | ---- | ---- | ---- | ---- | ---- |
| 256  | 272  | 298  | 242  | 279  | 281  | 267  | 257  | 240  |

| 1856 | 1861 | 1866 | 1872 | 1876 | 1881 | 1886 | 1891 | 1896 |
| ---- | ---- | ---- | ---- | ---- | ---- | ---- | ---- | ---- |
| 231  | 215  | 212  | 192  | 198  | 177  | 186  | 201  | 214  |

| 1901 | 1906 | 1911 | 1921 | 1926 | 1931 | 1936 | 1946  | 1954 |
| ---- | ---- | ---- | ---- | ---- | ---- | ---- | ----- | ---- |
| 216  | 212  | 225  | 292  | 416  | 700  | 911  | 1 022 | 988  |

| 1962  | 1968  | 1975  | 1982  | 1990  | 1999  | 2005  | 2006  | 2010  |
| ----- | ----- | ----- | ----- | ----- | ----- | ----- | ----- | ----- |
| 1 274 | 1 244 | 1 169 | 3 678 | 3 398 | 3 466 | 3 211 | 3 185 | 3 173 |

| 2015  | 2020  | 2022  | - | - | - | - | - | - |
| ----- | ----- | ----- | - | - | - | - | - | - |
| 3 244 | 3 279 | 3 260 | - | - | - | - | - | - |

### Pyramide des âges
En 2018, le taux de personnes d'un âge inférieur à 30 ans s'élève à 35,1 %, soit en dessous de la moyenne départementale (35,2 %). À l'inverse, le taux de personnes d'âge supérieur à 60 ans est de 30,6 % la même année, alors qu'il est de 27,7 % au niveau départemental.
En 2018, la commune comptait 1 475 hommes pour 1 806 femmes, soit un taux de 55,04 % de femmes, largement supérieur au taux départemental (51,41 %).
Les pyramides des âges de la commune et du département s'établissent comme suit.
| Hommes | Classe d’âge | Femmes |
| ------ | ------------ | ------ |
| 0,7    | 90 ou +      | 2,4    |
| 7,2    | 75-89 ans    | 10,4   |
| 19,0   | 60-74 ans    | 20,8   |
| 17,8   | 45-59 ans    | 17,8   |
| 17,4   | 30-44 ans    | 15,7   |
| 16,1   | 15-29 ans    | 15,9   |
| 21,7   | 0-14 ans     | 16,9   |

| Hommes | Classe d’âge | Femmes |
| ------ | ------------ | ------ |
| 0,8    | 90 ou +      | 2,1    |
| 7,4    | 75-89 ans    | 10,2   |
| 17,4   | 60-74 ans    | 18,4   |
| 19,4   | 45-59 ans    | 19     |
| 17,8   | 30-44 ans    | 17,3   |
| 18,3   | 15-29 ans    | 15,9   |
| 19     | 0-14 ans     | 17,1   |

## Lieux et monuments
- Église de la Nativité-de-la-Vierge XVIe siècle, classée monument historique.
- Centre municipal des Noës - Salle Pierre-Rat - Salle Roger-Dujeancourt.
- Square d'Urmitz.

## Personnalités liées à la commune
- Pierre Rat, ancien maire des Noës, une salle du centre municipal porte son nom
- Roger Dujeancourt, ancien maire, une salle du centre municipal porte son nom
- Jean-Pierre Abel, ancien maire, de 2001 à 2024
- Philippe Lemoine, maire actuel 2024

## Héraldique
|  | Les armes de la ville se blasonnent ainsi : D’azur à la bande d’argent côtoyée de deux doubles cotices potencées et contre-potencées d’or, au chef aussi d’argent chargé de seize feuilles de noyer de sinople, huit versées passées deux par deux en sautoir et huit passées deux par deux en sautoir rangées en deux fasces l’une sur l’autre. |

## Jumelage[28]
Au 1er janvier 2012, les Noës-près-Troyes sont jumelés avec :
- Urmitz-Rhein  (Allemagne) depuis 1981.

Le serment de jumelage fut signé par Pierre Rat (maire des Noës) et Erich Oden (bourgmestre d'Urmitz) à Urmitz-Rhein en mai 1981.
Le 30e anniversaire de ce jumelage fut célébré les 3 et 4 juin 2011 aux Noës et le serment de jumelage renouvelé par Jean-Pierre Abel (maire des Noës) et Norbert Bahl (bourgmestre d'Urmitz) en présence de Klaus Lachman et Philippe Lemoine, respectivement président des comités de jumelages d'Urmitz et des Noës)